# Al-Hadid
Al-Hadid  (arabe : سُورَةُ ٱلْحَدِيدِ, français : Le Fer) est le nom traditionnellement donné à la 57e sourate du Coran, le livre sacré de l'islam. Elle comporte 29 versets. Rédigée en arabe comme l'ensemble de l'œuvre religieuse, elle fut proclamée, selon la tradition musulmane, durant la période médinoise.

## Origine du nom
Bien que le titre ne fasse pas directement partie du texte coranique, la tradition musulmane a donné comme nom à cette sourate Le Fer, en référence au contenu de la seconde partie du vingt-cinquième verset : « 25. [...] Et Nous avons fait descendre le fer, dans lequel se trouve une violence terrible, ainsi que des bienfaits pour les gens, et pour que Dieu sache qui Le soutient, Lui et Ses messagers, dans l'occulte. Dieu est Fort, Tout-Puissant. »

## Historique
Il n'existe à ce jour pas de sources ou documents historiques permettant de s'assurer de l'ordre chronologique des sourates du Coran. Néanmoins selon une chronologie musulmane attribuée à Ǧaʿfar al-Ṣādiq (VIIIe siècle) et largement diffusée en 1924 sous l’autorité d’al-Azhar,, cette sourate occupe la 94e place. Elle aurait été proclamée pendant la période médinoise, c'est-à-dire schématiquement durant la seconde partie de la vie de Mahomet, après avoir quitté La Mecque. Contestée dès le XIXe par des recherches universitaires, cette chronologie a été revue par Nöldeke,, pour qui cette sourate est la 99e.
De l’avis de nombreux chercheurs, cette sourate doit être considérée comme fortement composite. Elle est, en effet, formée d’éléments textuels variés, d’époques diverses. L’introduction (v. 1-6) est ainsi une composition hymnique indépendante. Neuenkirchen remarque des interpolations dans le texte de cette sourate.

## Interprétations

### Versets 1-6: Hymne de glorification
Cette sourate commence par une hymne de glorification. Le premier verset peut être rapproché d’autres formules coraniques mais aussi de formules psalmiques. Il continue le dernier verset de la sourate précédente, ce qui est appelé par Dye un « tissage éditorial », méthode cherchant à unifier les sourates entre elles par l’usage de « mots-crochets » ou de « phrases-crochets ».
Pour El-Badawi, la comparaison la plus pertinente de ce premier verset serait avec les homélies de l’Antiquité tardive, en particulier celles de Jacques de Saroug. Celui-ci introduit souvent ces homélies d’une doxologie.

Texte de la sourate (Coran datant de 1874)
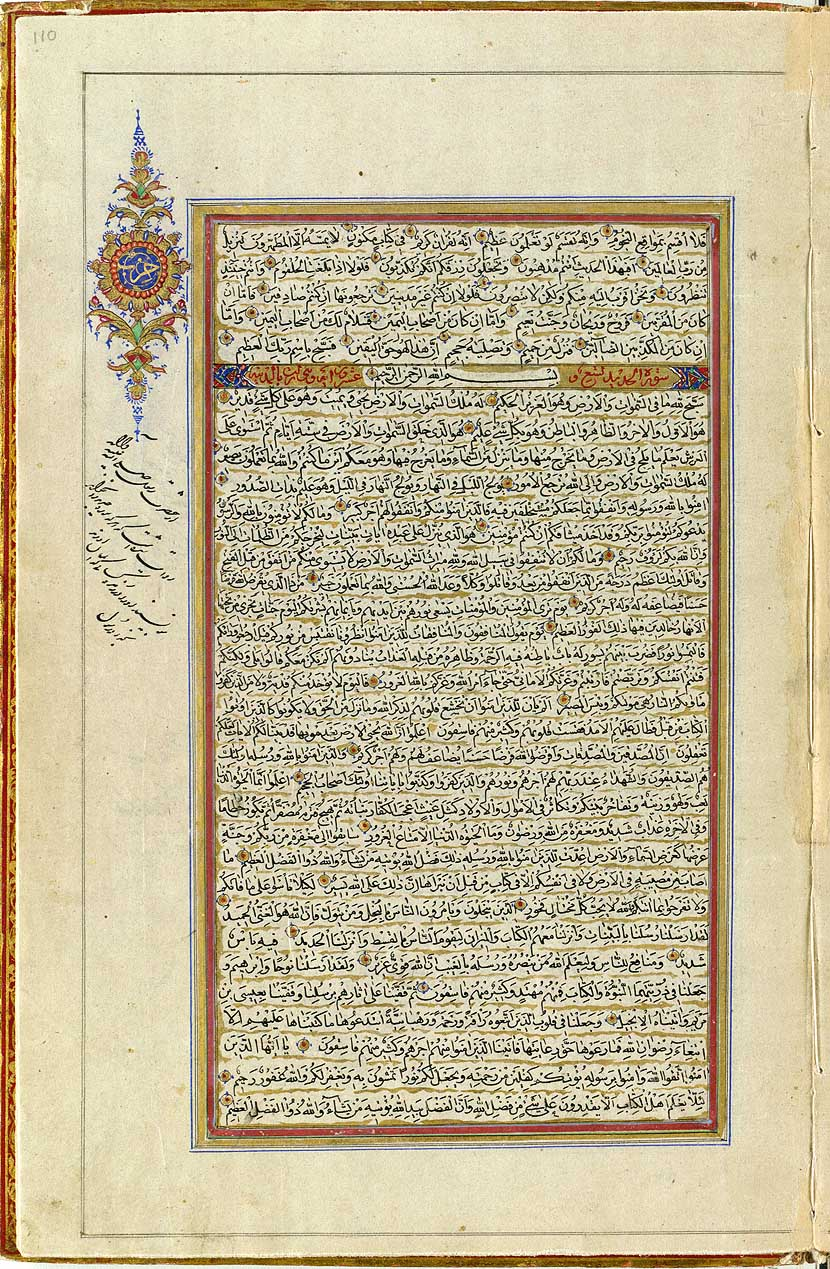